# Ривета (Павија)
Ривета је насеље у Италији у округу Павија, региону Ломбардија.
Према процени из 2011. у насељу је живело 38 становника. Насеље се налази на надморској висини од 98 м.